# Лактат калия
Лакта́т ка́лия — калиевая соль молочной кислоты (калий молочнокислый). Используется в пищевой промышленности в качестве пищевой добавки Е326 как регулятор кислотности, влагоудерживающий агент, эмульгирующая соль, синергист антиоксидантов.

## Внешний вид
Существует только в виде растворов (не более 60%).

## Физико-химические показатели
Хорошо растворим в воде и спиртах. 

## Применение
Лактат калия используется как заменитель поваренной соли, как уплотнитель растительных тканей в переработке фруктов и овощей. Антиокислительные свойства позволяют использовать его вместе с другими антиоксидантами в замороженных изделиях с длительным сроком хранения для предотвращения окислительной порчи жиров.